# Rebekka Karijord
Rebekka Karijord (née  le 19 novembre 1976 dans les îles Lofoten, en Norvège) est une autrice-compositrice-interprète et actrice norvégienne.

## Biographie
Rebekka Karijord commence très jeune le violon et le piano et enregistre ses premières démos à l'âge de treize ans. Elle vit actuellement à Stockholm.
En 2018, ses musiques forment la bande-son d'un des spectacles de la troupe de cirque Cirkus Cirkör, Epifónima.

## Discographie
- 2003 - Neophyte
- 2005 - Good or Goodbye (avec The Mysterybox)
- 2009 - The Noble Art of Letting Go
- 2012 - We Become Ourselves
- 2017 - Mother Tongue

## Musique de films
- 2012 : Clara s'en va mourir  de Virginie Wagon avec Jeanne Balibar (téléfilm)